# Stipa breviseta
Stipa breviseta là một loài thực vật có hoa trong họ Hòa thảo. Loài này được Caro & E.A.Sánchez miêu tả khoa học đầu tiên năm 1973.